# Jordi Ferrés
Jordi Ferrés (Olot, 1962) és un escriptor català. És llicenciat en Filosofia i lletres amb l'especialitat en Història Antiga. Té publicats diversos articles sobre la gestió del patrimoni arqueològic. És autor de novel·les de literatura juvenil. La seva afició als llibres de ciència-ficció de Jules Verne o Isaac Asimov va inspirar-lo per escriure el seu primer relat, La segona oportunitat, guardonada amb el premi Manuel de Pedrolo.
L'any 2006 va publicar la seva primera novel·la, Els viatgers de la negra nit, text pertanyent al mateix gènere literari. El llibre El jardí promès va ser l'obra premiada amb el Premi Joaquim Ruyra de 2008.